# Туто (Регенсбург)
Туто (на немски: Tuto, † 10 октомври 930) е деветият епископ на Регенсбург от 893 до 930 г. Той е почитан като блажен.

## Биография
След смъртта на Асперт фон Фелден през 893 г. Туто го последва като епископ на Регенсбург. Той също е абат-епископ и ръководител на манастира Санкт Емерам.
Туто пътува до Прага, където съветва Вацлав I от Бохемия за строежа на паметника за неговата баба Лудмила и по-късно за катедралата „Свети Вит“ в замъка на Прага.
Той строи замъка Щауф, който служи за защита на територията на манастира от нападенията на унгарците. Туто е в близък контакт с последните Каролинги Арнулф Каринтийски и Лудвиг Детето. Арнулф подарява на манастира ръкописа „Codex aureus“. Двамата владетели, както и Туто, са погребани в манастира.
След смъртта му през 930 г. епископ на Регенсбург става Изангрим.